# 国際興業バス赤羽営業所

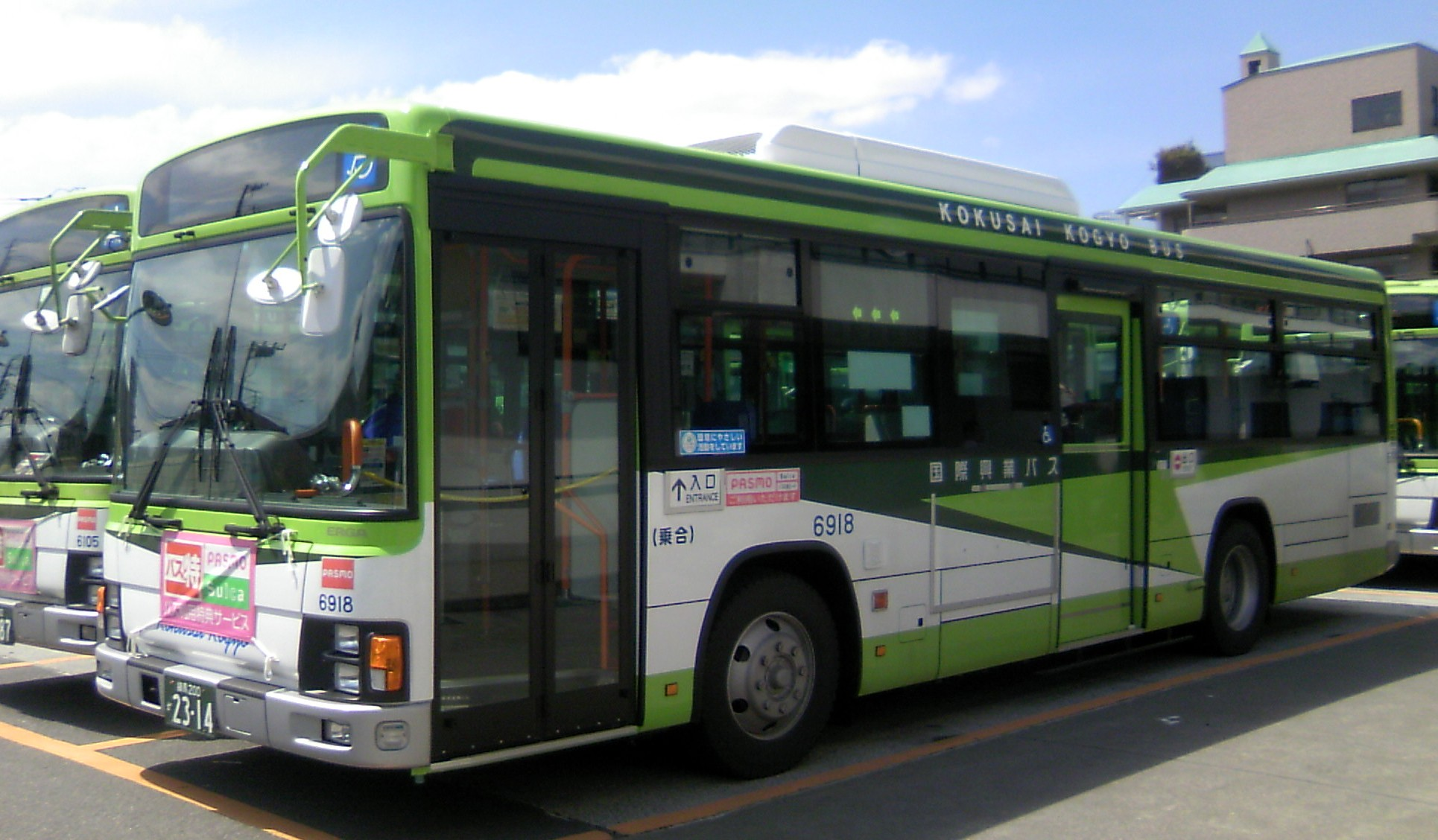
赤羽営業所所属車両 (6918)

国際興業バス赤羽営業所（こくさいこうぎょうバスあかばねえいぎょうしょ）は、東京都北区西が丘3-16-30に位置する国際興業バスの営業所の一つである。国際興業バス都内4営業所の中で最も所有台数が多い。
赤羽駅発着路線の大半を担当しており、営業区域別に分けると北区と足立区・板橋区を中心に、豊島区・練馬区・中野区・杉並区と埼玉県川口市・戸田市の7区2市にまたがっている。
営業所の近くには国立西が丘サッカー場がある。

## 沿革
東京都北区に位置する赤羽駅は、赤羽駅発着路線のうち王57（都営バス）と赤31で相互乗入れを行っている関東バスを除く全便が国際興業によって運行されており、都内における国際興業最大のターミナルと位置付けられる。路線網は戦前より鳩ヶ谷自動車が鳩ヶ谷方面、川口乗合自動車が川口方面、赤羽乗合自動車商会（のち板橋乗合自動車から東都乗合自動車）が志村 - 赤羽 - 志茂を運行するなど早くから路線バス交通が発達していたが、これらは全て国際興業の前身事業者である。
赤羽営業所は開設以来長年に渡って赤羽駅周辺を走る路線を細々と担当してきたが、その沿革は非常に複雑で、1950年の国際興業乗合自動車部発足時には、赤羽駅に程近い東京都北区稲付町（現：赤羽西一丁目、ボウル国際興業跡地）に営業所が置かれているが、これは「川口営業所」としての開設だった。その後、1958年に川口営業所が埼玉県川口市内に開設されたことで、旧・川口営業所は「志村営業所赤羽出張所」に改称された。しかし、その出張所も僅か1年後に赤羽五丁目（現：桐ヶ丘一丁目）へ移転し、同年暮れに移転先で「国際興業バス赤羽営業所」として発足した。
この間、戦前の鳩ヶ谷自動車路線の流れを汲む赤羽 - 王子線が、1950年に経路変更によって運行を開始し、1952年には赤羽 - 池袋線（赤51）が開通、さらに昭和30年代にかけて常盤台・下赤塚など東武東上本線沿線へ向けての路線が整備されている。現在の営業所所在地に車庫が開設されたのは1962年だが、これは当時の巣鴨営業所が清水町分車庫としての開設したもので、同年8月に都内の営業所組織の再編によって巣鴨営業所が廃止されたことで、赤羽営業所は赤羽五丁目より同地に移転、同時に巣鴨から赤羽・王子周辺の一部路線の移管を受けた。
- 1950年：国際興業乗合自動車部が発足。旧・川口営業所として赤羽西一丁目付近に開設。
- 1958年：旧・川口営業所が川口市内へ移転、志村営業所赤羽出張所と称する。
- 1959年：赤羽出張所を桐ヶ丘へ移転、国際興業バス赤羽営業所が発足。
- 1996年4月4日：赤羽台トンネルの開通によって、赤50・51・80を除く西口発着系統は全路線でトンネル経由へ変更。
- 2007年6月16日：ダイヤ改正で赤06（赤羽駅 - 浮間舟渡駅）を志村から移管。
- 2007年8月3日：ICカード乗車券（PASMO・suica）導入。
- 2008年3月30日：赤25を新設、赤06を志村へ再移管。
- 2008年10月16日：赤06系統が再々度赤羽担当となる。
- 2012年4月1日：赤55系統（赤羽駅 - 西が丘循環）が廃止される。
- 2013年3月16日：赤52系統（赤羽駅 - 蓮沼循環）が廃止される。
- 2022年（令和4年）1月4日：赤27H系統（赤羽駅-東京女子医大足立医療センター-西新井駅）運行開始[1]
- 2024年（令和6年）4月1日：赤27H系統廃止。[2]

## 現行路線
車庫の表記は「赤羽車庫」のみとする。

### 赤羽駅東口 - 荒川大橋 - 鹿浜 - 西新井駅線
- 赤23：赤羽駅東口 - 赤羽岩淵駅 - 荒川大橋 -（←エルザタワー）- 領家工場街 - 鹿浜五丁目 - 鹿浜十字路 - 西新井大師西駅 - 第一団地 - 西新井駅
- 赤23-3：赤羽駅東口 - 赤羽岩淵駅 - 荒川大橋 -（←エルザタワー）- 領家工場街 - 鹿浜五丁目 - 鹿浜十字路 - 西新井大師西駅（早朝および平日夕方運行）
- 赤24：赤羽駅東口 - 赤羽岩淵駅 - 荒川大橋 -（←エルザタワー）- 領家工場街 - 鹿浜五丁目（平日朝夕のみ運行）

赤羽駅から荒川大橋（新荒川大橋）を超えて埼玉県川口市内を走行し、領家地区から東京都足立区へ戻って西新井を目指す。西新井と赤羽を結ぶ路線としては環七経由（赤27）より距離が長く所要時間が掛かるため、両駅を乗り通す乗客は赤27を利用し、こちらは領家・鹿浜地区から両駅まで乗車する場合が圧倒的に多い。2002年1月15日までは西新井駅手前の西新井警察署（現・西新井陸橋）で折り返す赤24が中心だったが、現在は統合されて赤23のみとなっている。開通は昭和40年前後のことで、当初は大半が赤羽駅 - 西新井公団（現・第一団地）の折返し運行だった。この便は赤24の前身だが、西新井駅乗り入れの本数が一部に留まっていたのは、西新井駅前ロータリーの整備が不十分だったためである。
西新井は東武バスの事業区域で、国際興業が乗り入れを開始する一方で東武も同じ時期に西新井駅 - 川口駅線を開通して両者のバランスをとり、領家・鹿浜・谷在家地区は両社の競合エリアとなった。東武はその後鹿浜以西から撤退するも、現在でも鹿浜 - 西新井間では西07（東武バスセントラル足立営業事務所）が並行し、競合関係が続いている。かつては両社の停留所名や位置が不揃いだったが、2004年4月1日の改正で整理された。2006年6月18日より、赤羽方向への始発繰上げ目的として谷在家始発便（赤23-3、現在は西新井大師西駅始発）が新設されたほか、2010年3月16日の改正では赤23-2（深夜）を赤23-3（深夜）に置き換え、赤23-3は両方向の運転となった。2008年3月30日の東京都交通局日暮里・舎人ライナー開業に伴い、西新井大師西駅経由へ変更したが、前記の東武・西07は従来通り谷在家公園経由を維持している。
荒川大橋 - 鹿浜五丁目間は埼玉県運賃区間であるため、都内定期券・一日乗車券・東京都シルバーパスが適用範囲外となる。全線通し運賃は都内運賃の220円が適用され、現金またはICカードにてこの区間のみの利用の場合には乗務員に降車停留所名を申告したうえで該当運賃を先払いする方式となっている。また、東京都内区間のみ利用する場合やこの区間で乗降しない場合（この区間を跨って東京都内区間を利用する場合も含む）や、この区間の各停留所を利用する場合でも、東京都内の停留所で乗降する場合には追加運賃不要で前記の都内専用乗車券は有効である。
70年代前半頃までこの路線は赤羽駅東口を出た後すぐに荒川大橋を経由せず一旦南下し稲付二丁目（現・赤羽南二丁目）付近で左折、神谷中学校の裏を通り赤羽警察署付近で再度左折、北本通りを経由し荒川大橋方面へ向かっていた。
2024年11月16日の改正で鹿浜五丁目止まりの赤24が運行開始となった。

### 赤羽駅東口 - ハートアイランド循環線
- 赤25：赤羽駅東口 → 東十条四丁目 → ハートアイランド北 → ハートアイランド西 → ハートアイランド東 → 東十条四丁目 → 赤羽駅東口（循環）
- 赤25-2：赤羽駅東口 → 東十条四丁目 → ハートアイランド北 → ハートアイランド西 → ハートアイランド東
- 赤25-3：ハートアイランド西 → ハートアイランド東 → ハートアイランド北 → 東十条四丁目 → 赤羽駅東口

2008年3月30日に新設された。ハートアイランド周辺はアイランド北を基点とする反時計回りの循環線となっているが、今回の開通に際して、新田二丁目の赤羽駅方向停留所が新設され、他は既存路線の停留所を利用する。ハートアイランド方向は交差点右折の関係上、経路上に存在する「環七新田」には停車しない。
ハートアイランドから埼京線利用による山手線西側地区への利便性の高さをアピールしており、既存の都営バスとの差別化を図っている。2008年10月16日には本線が朝ラッシュ時や夜間に増発するなど、競合状態となっている。

### 赤羽駅東口 - 江北陸橋（環七経由）- 西新井駅線
- 赤27：赤羽駅東口 - 東十条四丁目 - 鹿浜橋 - 椿二丁目 - 江北陸橋下 - 西新井大師 - 西新井駅
- 赤27-2：赤羽車庫 - 上十条五丁目 - 東十条四丁目 - 鹿浜橋 - 椿二丁目 - 江北陸橋下 - 西新井大師 - 西新井駅（赤羽駅非経由）
- 赤27-3：赤羽駅東口 → 東十条四丁目 → 鹿浜橋 → 椿二丁目 → 江北陸橋下（土日祝日運行）

赤羽駅から環七経由で西新井駅へ向かう路線。荒川大橋経由の赤23より早く西新井・赤羽両駅へ到着できることから、全線乗り通す乗客などで終日に渡って混雑しているため、赤羽駅 - 椿二丁目までは赤26（赤羽駅 - 舎人団地：川口担当）と8-10分間隔で交互で運行されている。かつては西新井警察署までの運行だったが、2002年1月16日の改正で西新井駅発着へ延伸されると同時に赤羽駅 → 西新井駅、西新井駅 → 赤羽車庫において深夜バスの運行が開始された。2004年7月16日の改正で、深夜バスが増発されると同時に車庫行きの大半を赤羽駅行きへ変更している。2013年3月16日のダイヤ改正で、土曜1便のみ赤27-3が新設された。その後2020年10月1日のダイヤ改正で土曜日の運行だった赤27-3が日曜・祝日に変更された。
速達性と利便性の高い路線である赤27だが、年始は西新井大師の初詣に向かう人で非常に混雑する。そのため正月三が日では通常の便に加え臨時便が多数設定されており、日中は通常の倍近い本数になる。

### 赤羽駅東口 - 大和町 - 野方駅 - 高円寺駅線

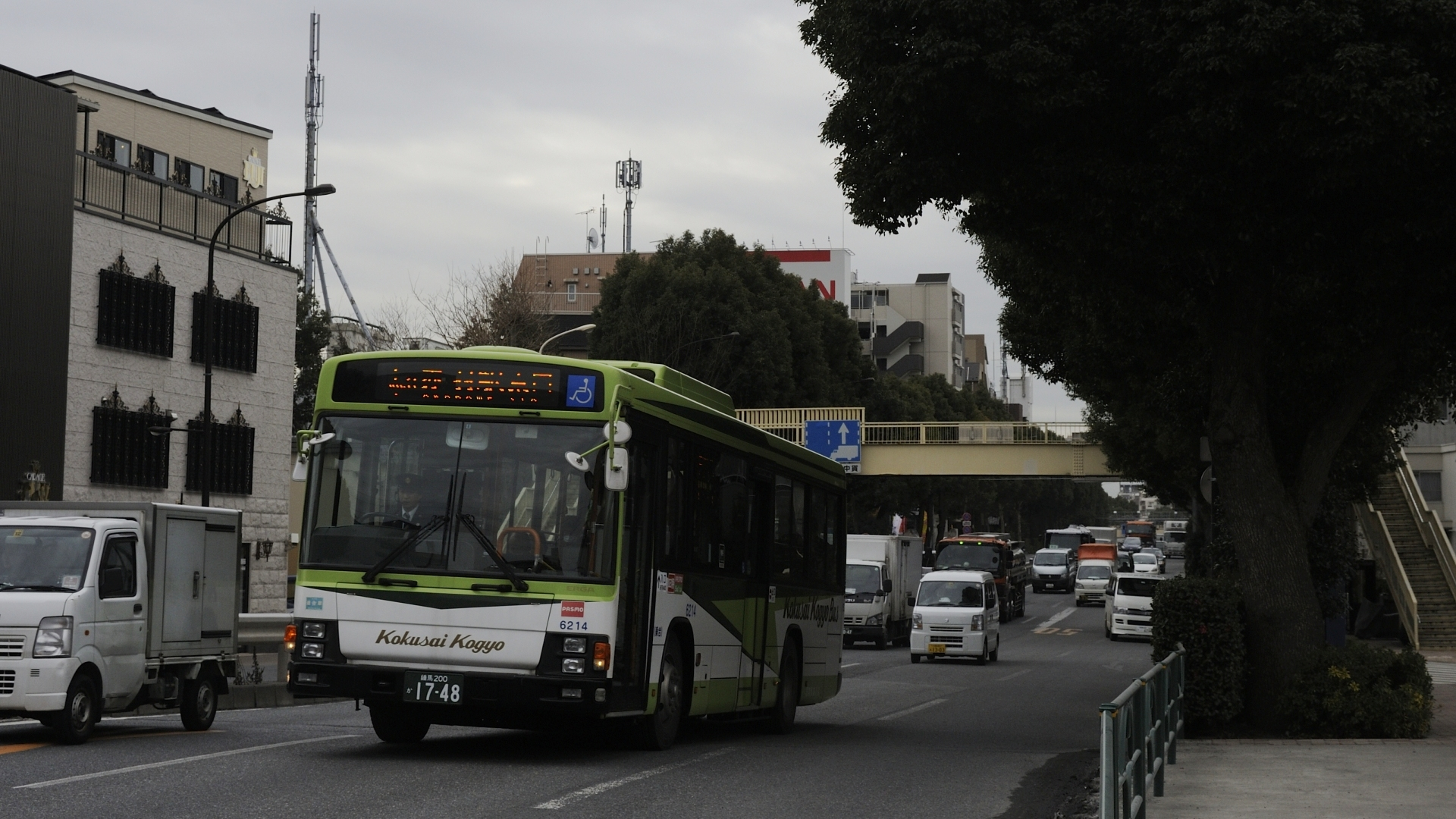
環七・野方駅付近を赤羽へ向けて走る赤31 (6214)

- 赤31：赤羽駅東口 - 東十条四丁目 - 大和町 - 南常盤台 - 羽沢 - 豊玉中二丁目 - 野方駅北口 - 高円寺駅北口（関東バス阿佐谷営業所と共同運行）
- 赤31-2：高円寺駅北口 → 野方駅北口 → 豊玉中二丁目 → 羽沢 → 南常盤台 → 大和町 → HPSC南(旧・国立西が丘競技場)  → 赤羽車庫（平日最終のみ）
- 赤95：赤羽車庫 → HPSC南(旧 国立西が丘競技場) → 東十条四丁目 → 赤羽駅東口

赤羽駅からひたすら環七を南下して高円寺へ向かう。北・板橋・練馬・中野・杉並の東京西北部5区を縦断するため、国際興業では都内最長距離、かつ中野駅（池11）と並んで国際興業管内最南端まで向かう。両社の運行は合わせて平日日中は20分間隔、朝夕は10分間隔程度の本数が確保されている。高円寺駅北口発車後、野方地区までは関東バスの高60と並行するが、赤31・31-2は両社ともに、大場通り・八幡前・野方消防署は通過する。東十条四丁目 - 高円寺中学校（都営は高円寺駅入口）で王78と並行し、共通定期券の取り扱いも存在する。
バス停の管理はかみのね橋（上の根橋）までは国際興業が、小茂根からは関東バスがそれぞれ行っている。
赤31-2は高円寺駅発の平日最終便のみ運行される入庫便で、姥ヶ橋陸橋の側道を左折し、西が丘三丁目を経て車庫へ向かう。この便は国際興業が単独で運行するほか、車庫始発は2013年8月現在設定されていない。
赤95は赤羽駅東口発着の出庫便で、現在は赤羽駅高架化で東西の車両往来が容易になったことにより、赤95による出庫の大半を所要時間の短い赤80-1（駅前通り降車場行き）に振り替え、赤31の補完として運行される程度となった。入庫便に関しては近年は減少傾向にあったが、2020年10月1日のダイヤ改正において赤羽駅東口発の便が消滅し、赤羽車庫発の片方運行のみとなった。なお赤羽駅東口発の便は、西新井大師初詣に伴う赤27の混雑対策として正月三が日に運行されている臨時便の返却運用としても使用されていた。

### 赤羽駅西口 - 西が丘 - 王子駅線

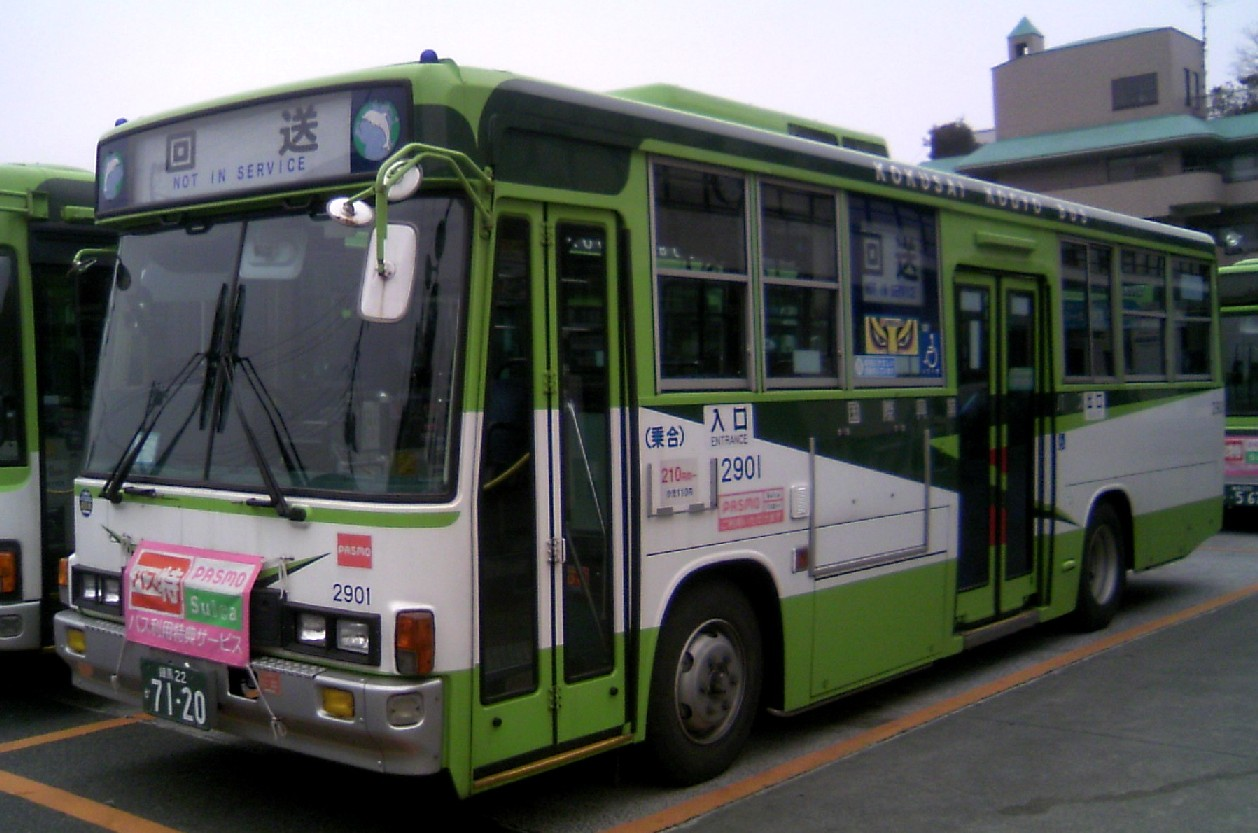
かつて赤50専属だったリフト付車両 (2901)

- 赤50：赤羽駅西口 -（←弁天通り / トンネル→）- HPSC陸上門(旧・赤羽商業高校) - HPSC南 - 姥ヶ橋 - 十条駅 - 王子駅
- 赤50H：赤羽駅西口 -（←弁天通り / トンネル→）- HPSC陸上門(旧・赤羽商業高校) - HPSC南 - 姥ヶ橋 -帝京大学病院正面- 十条駅 - 王子駅
- 王23：王子駅 → 十条駅 → 姥ヶ橋 → HPSC南 → 赤羽車庫
- 王23-2：HPSC陸上門 → HPSC南 → 姥ヶ橋 → 十条駅 → 王子駅

北区役所や帝京大学病院への連絡線の役割も担い、全便がスロープ板・リフト付き車両で運行される。鳩ヶ谷自動車の流れを汲む古い路線だが、戦前の両駅間を結ぶ運行は岩槻街道経由で行われており、加えて赤羽駅 - 同潤会入口 - 稲付西町（現・西が丘二丁目付近）、王子駅 - 西町終点（現・上十条四丁目付近）という2つの支線が存在した。
戦後の運行は1950年6月に「王子駅・赤羽駅循環（西町・十条経由）」として始まり、同年11月に循環運行を解消（北区史による）。これにより支線側のルートを残す形で、両駅間の往復線となった。戦後もしばらくは交番前（現・赤羽商業高校） - 赤羽駅において弁天通りではなく1本南側の通り（弁天坂「上」の通り）を経由し、鳩ヶ谷自動車時代の面影を残していたが、1960年代に赤羽駅周辺が弁天通り・赤羽台経由のループ線となり大きく様変わりした。
2016年3月16日のダイヤ改正で、赤羽車庫付近の経路変更により赤50は往復とも国立西が丘競技場経由へ変更され、出入庫の王23も始発が赤羽商業高校へ変更のうえ、王23-2へ番号が変更された。
2019年6月18日から、速達化のため、赤羽駅西口→赤羽駅西口坂下乗場→赤羽台坂下を経由せず、赤羽台トンネルを通り法善寺交番にショートカットする経路に変更される。他、停留所名の変更も同日行われ、赤羽商業高校停留所を翌2020年の赤羽商業高校閉校を受けて、近隣にあるナショナルトレーニングセンターの通称・「ハイパフォーマンススポーツセンター(HPSC)」から「HPSC陸上門」停留所に、国立西が丘競技場停留所をHPSCの南側にあることから、「HPSC南」にそれぞれ名称変更された。
2022年3月9日、補助87号線が部分開通し、帝京大学病院入口交差点から病院正面玄関までスムーズに往復できる動線が整った。これを受け、2023年12月16日、帝京大学病院正面停留所が新設され、日中の全便が姥ヶ橋〜上十条四丁目で病院正面玄関を経由するようになった。当該便は系統番号にHが付加され、赤50Hとして区別されるようになった。なお、赤50Hが使用する、病院正面玄関車寄せの停留所スペースは、一時期、王22系統が使用していた場所である。

### 赤羽駅西口 - 豊島病院 - 池袋駅線
- 赤51：赤羽駅西口 -（トンネル→）- 本蓮沼駅 - 大和町 - 豊島病院 - 大山 - 熊野町 - 池袋駅東口
- 赤57-2：赤羽駅西口 →（トンネル）→ 本蓮沼駅 → 大和町（夜間のみ）
- 赤57-3：赤羽駅西口→（トンネル）→ HPSC北門（朝のみ・池袋営業所と共管）
- 赤97：赤羽車庫 - 本蓮沼駅 - 大和町 - 豊島病院 - 大山 - 熊野町 - 池袋駅東口（平日始発出庫・土休日入庫のみ）

赤羽駅から都営三田線・東武東上線方面および、都営三田線・東武東上線方面からサンシャインシティ・池袋駅へ、などと、埼京線から離れたエリアを効率よく結んでおり、沿線に豊島病院などの医療施設を抱えることから利用者が多い。赤羽側では赤羽駅 - 日大病院線（赤57）が折返し便となっている。赤57は、2002年4月16日の開設当初、池袋と共同運行であったが、2003年11月16日より池袋単独となった。2007年6月16日のダイヤ改正から、赤羽担当便も朝のみではあるが復活した。この際、区間便にあたる赤57-2を新設、赤羽駅から大和町までの終車が繰り下げられた。
開業は1952年7月30日とあるが、戦前にも川越街道側から板橋八丁目（現・板橋三中付近）まで池袋乗合によって開通した路線が存在しており、これが形を変えて復活したと捉えることもできる。同日には王子駅 - 池袋駅にも路線が開通し（国際興業バス池袋営業所#王子駅 - 板橋駅線参照）、池袋と板橋区・北区の連絡が強化されている。
2016年2月16日の改正で再び赤57が池袋単独に戻った。（枝番の赤57-2は赤羽所管のまま）
2019年6月18日からは、赤50と同じく赤羽台トンネルを通り、法善寺交番にショートカットする経路に変更された。
2024年11月16日の改正でHPSC北門止まりの赤57-3が運行開始された。

### 本蓮沼駅 → 赤羽駅西口線
- 赤52-2：本蓮沼駅 → 赤羽商業高校 → 赤羽駅西口

1985年10月1日に赤52（赤羽駅 - 蓮沼循環）が開通し、桐ヶ丘循環線（赤54）と同じ乗り場から発車するにも関わらず、志村一丁目までは赤53の利用客が、本蓮沼駅では池袋線の利用客が混雑を避けるために多く乗車している。2013年3月16日の改正で赤52が廃止され、出入庫路線としていた赤52-2が増発されたため、赤羽駅方向のみの運行となった。

### 赤羽駅西口 - ときわ台駅線

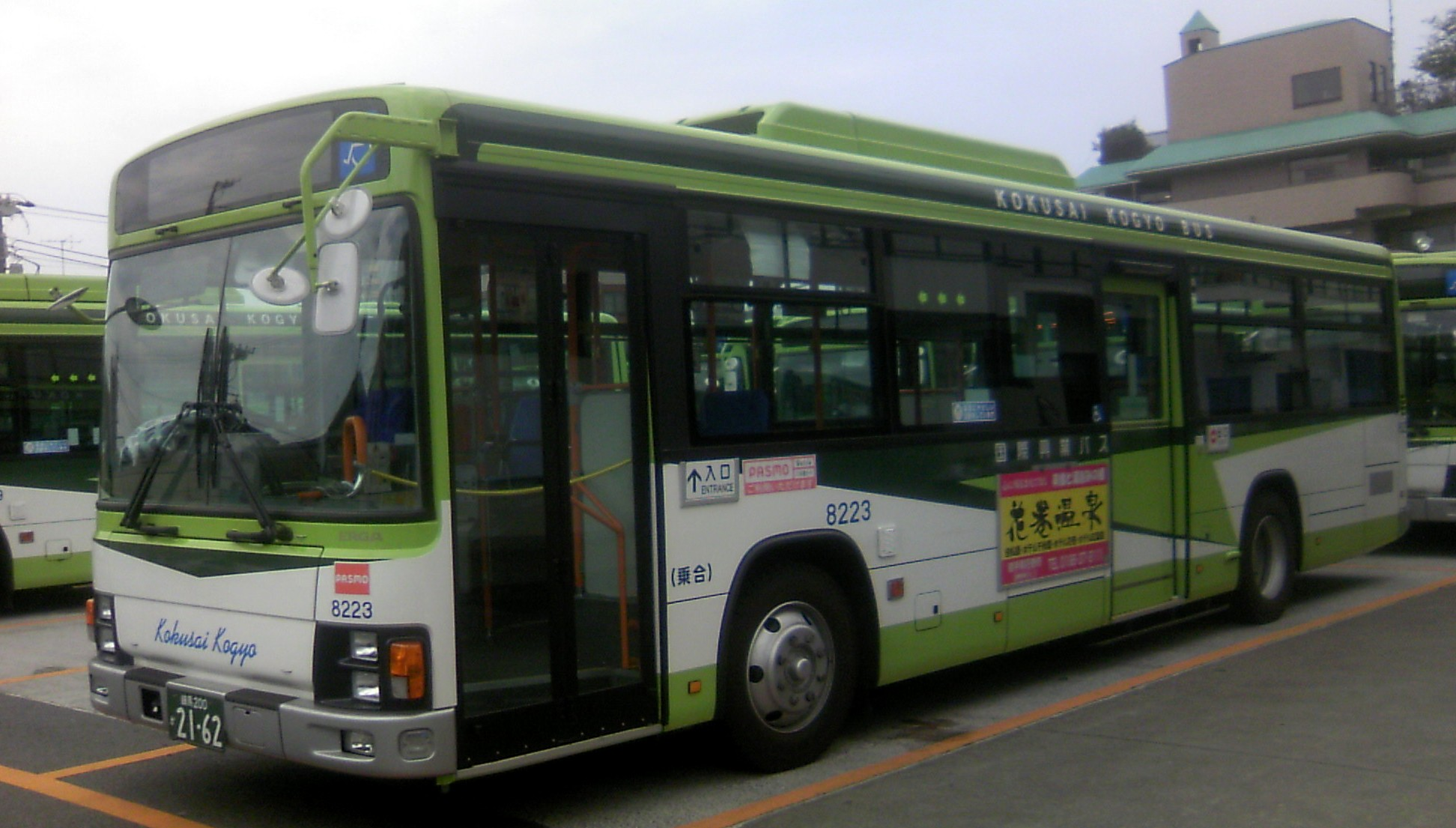
混雑する赤53に投入される標準尺ワンステップ車 (8223)

- 赤53：赤羽駅西口 -（←HPSC陸上門（旧・赤羽商業高校） / （トンネル）→）- 志村一丁目 - 前野小学校 - 常盤台三丁目 - ときわ台駅
- 赤53：赤羽駅西口 →（トンネル）→ 志村一丁目 → 前野小学校 → 常盤台三丁目 → ときわ台駅（深夜バス）
- 赤93：赤羽車庫 - 志村一丁目 - 前野小学校 - 常盤台三丁目 - ときわ台駅

赤羽駅から南西の小豆沢・前野町を横断し、東武東上線ときわ台駅へ至る路線。沿線にある淑徳学園や凸版印刷への通勤・通学客が多く利用し、また高低差が激しい地区を走行していることもあって路線バス利用者が大幅に増え、終日に渡って混雑している赤羽営業所の最主力路線。このため、朝は3-5分間隔・日中でも6-8分間隔程度の高頻度運行が保たれている。
1957年9月20日に開通した赤羽二丁目（現・赤羽台坂下付近） - 常盤台駅 - 池袋駅線が起源で、その後、常盤台駅折返便が開通して赤羽駅発着に変更されたのち、ときわ台駅の踏切による渋滞を避けるために1974年頃に池袋直通便が廃止されて折返便が残ったものが現在に至る。当初は巣鴨が担当し、その後練馬を経て赤羽が担当するようになったのは1970年代以降である。
なお廃止された池袋直通便にも系統番号が割り振られており赤52の番号を使用していた。
初代赤52が廃止されるまでは前野町の交差点付近で左折し郵便局方面へ向かわず赤羽駅方向と同じ経路での運行形態をとっていた。

### 赤羽駅西口 - 桐ヶ丘高校・体育館循環線
- 赤54：赤羽駅西口 →（トンネル）→ 桐ヶ丘高校 → 志村四小 → 小豆沢住宅 → 赤羽郷 →（トンネル）→ 赤羽駅西口
- 赤54-1：赤羽駅西口 →（トンネル）→ 体育館 → 志村四小 → 小豆沢住宅 → 赤羽郷 →（トンネル）→ 赤羽駅西口（体育館先回り）
- 赤54-1：赤羽駅西口 →（トンネル）→ 赤羽郷 → 小豆沢住宅 → 志村四小 → 体育館 →（トンネル）→ 赤羽駅西口（赤羽郷先回り）
- 赤54-2：赤羽駅西口 →（トンネル）→ 桐ヶ丘高校 → 体育館 →（トンネル）→ 赤羽駅西口
- 赤96：赤羽駅西口 -（トンネル）- 体育館 - 志村四小 - 小豆沢住宅 - 赤羽郷 - 赤羽車庫

赤羽駅の北西に位置する桐ヶ丘団地への足となる路線で、赤53と並んで赤羽営業所の最主力路線である。1960年代に開通したが周辺道路が未整備であったため、赤羽駅を出発後、赤羽台坂下・小豆沢住宅を経由したのち、桐ヶ丘団地内を城北高校（現・桐ヶ丘高校）→体育館と循環し、復路は来た道を戻ってから西が丘経由で赤羽駅に至るという非効率的な変形8の字型の循環線だった。その後、1970年代に赤羽台三丁目 - 保健所の道路が開通し、ここを短絡して団地へ向かうことが可能となったため、赤羽駅 → 桐ヶ丘団地 → 赤羽駅という循環線に一新された。この際、団地内において従来の停留所を維持するために、城北高校経由便と体育館経由便の2経路が設定され、前者を外回り循環（赤54）、後者を内回り循環（赤54-1）と呼称した。平成に入り、国立王子病院経由の便（赤54-2）が新設された。
1990年代半ばに「赤羽台トンネル」が開通し、赤羽駅西口周辺の整備が完了したことから、再び大幅な経路変更が実施された。この際、全便が往復ともトンネル経由に変更され、赤羽駅方向において西が丘を経由する必要が無くなり、運転時間の短縮に繋がった。同時に国立王子病院経由が廃止され、代替として往復とも保健所経由で路線長の短い「城北高校・体育館循環」が朝のみ運行されるようになり、赤54-2の系統番号を引き継いだ。
2004年の改正では、赤54-1において逆回りの便（赤羽郷先回り）が運行されるようになり、赤54-2の運行が日中にも拡大されるなど、ダイヤ面での効率化が図られている。現在では桐ヶ丘団地に昔から住む高齢者のほか、赤羽北三丁目に建設された東京メガシティの住民、赤羽西六丁目に隣接する光学・製薬企業への通勤客など、老若男女で終日に渡って混雑する路線となっている。

### 赤羽駅西口 - 赤羽車庫線
- 赤80：赤羽車庫 → HPSC南 → 西が丘 → 赤羽駅西口
- 赤80-1：赤羽車庫 → HPSC南 → 西が丘 → 赤羽駅西口（駅前通り降車場）
- 赤80-2：赤羽駅西口 -（トンネル）- 赤羽郷 - HPSC南 - 赤羽車庫

赤羽駅東口・西口両方からの出入庫系統だが、大半は赤80での出庫、赤80-2での入庫で運行される。赤80・80-2は出入庫にしては多数運行されることから国立西が丘サッカー場への多客輸送、赤50などの並行路線の混雑緩和を担う。出庫は朝の赤羽駅発車時刻を遅らせないために赤80-2として運行され、それ以外は全て赤80で運行される。入庫はトンネル開通によって赤80-2に振り返られ、現在は西口発の全ての入庫が赤80-2で行われる。
2019年6月18日より、国立西が丘競技場からHPSC南に変更された。

### 赤羽駅西口 → 浮間舟渡・戸田公園駅線（深夜バス）
- 赤71：赤羽駅西口 → 北赤羽駅入口 → 浮間団地 → 浮間工場街 → 浮間舟渡駅
- 赤72：赤羽駅西口 → 北赤羽駅入口 → 浮間団地 → 浮間工場街 → 浮間舟渡駅 → 戸田公園駅

赤72は赤羽管内で唯一、後乗り・後払いである。深夜バスではあるが、一般系統が埼玉県に向かうのは、埼京線開通による廃止以来である。

## 廃止・移管路線
- 赤04：赤羽駅東口 - 放水路 - 赤羽北二丁目 - 浮間工場街 - 公害研究所 - 西台駅 - 高島平操車場

1985年10月1日の埼京線開業時に廃止された。
- 赤06（二代）：赤羽駅東口 - 放水路 - 北赤羽駅入口 - 浮間一丁目 - 浮間工場街 - 浮間舟渡駅

2000年5月1日に赤05を改番のうえ新設したが、2015年4月16日に東京北医療センターへの乗り入れを開始したため三代目へ変更。
- 赤06（三代）：赤羽駅東口 - 放水路 - 北赤羽駅入口 - 東京北医療センター - 浮間一丁目 - 浮間工場街 - 浮間舟渡駅

2016年10月1日に廃止された。
- 赤24：赤羽駅東口 - 荒川大橋 - 領家工場街 - 鹿浜 - 西新井公団 - 西新井警察署

西新井駅ロータリーが未完成で駅前まで乗り入れることが出来なかったため、一つ手前の西新井警察署で折り返していた。2002年1月16日、西新井駅ロータリーの完成によって赤23に統合廃止された。
- 赤26：赤羽駅東口 - 東十条四丁目 - 鹿浜橋 - 椿二丁目 - 加賀団地 - 流通センター入口 - 入谷東 - 舎人団地

川口営業所との共同運行を経て、2011年3月16日の改正で川口へ全面移管された。川口との共同運行時代から前乗り・先払いだったが、川口全面移管後も前乗り・先払いが継続されている。
- 赤30：赤羽駅東口 - 東十条四丁目 - 姥ヶ橋 - 大和町 - 板橋区役所 - 板橋駅通り - 西巣鴨 - 鎌倉橋 - 上池袋三丁目 - 大塚駅北口

1973年頃に廃止。
- 赤50：赤羽駅西口 → 赤羽台坂下 → 赤羽商業高校 → 西が丘二丁目 → 姥ヶ橋 → 十条駅 → 王子駅

2016年3月16日に往復とも国立西が丘競技場経由へ変更された。
- 赤52：赤羽駅西口 →（トンネル）→ 志村一丁目 → 本蓮沼駅 → 赤羽商業高校 → 赤羽駅西口（土休日運休）

1985年10月1日の埼京線開業時に新設された。2013年3月16日の改正で廃止され、本蓮沼駅始発の枝番系統のみが残った。
- 赤54（初代）：赤羽駅西口 → 赤羽郷 → 小豆沢住宅 → 城北高校 → 体育館 → 小豆沢住宅 → 赤羽郷 → 西が丘 → 赤羽駅西口

1975年頃に2代目へ代替廃止。
- 赤54（二代）：赤羽駅西口 → 城北高校 → 志村第四小学校 → 小豆沢住宅 → 赤羽郷 → 西が丘 → 赤羽駅西口
- 赤54-1（初代）：赤羽駅西口 → 体育館 → 志村第四小学校 → 小豆沢住宅 → 赤羽郷 → 西が丘 → 赤羽駅西口

1996年4月4日の赤羽台トンネル開通によってそれぞれトンネル経由へ変更された。
- 赤54-2（初代）：赤羽駅西口 → 国立王子病院 → 桐ヶ丘高校 → 志村第四小学校 → 小豆沢住宅 → 赤羽郷 → 赤羽駅西口

1990年に新設された王子病院経由の循環線。1996年4月4日の赤羽台トンネル開通によってトンネル経由桐ヶ丘高校・体育館循環へ経路変更された。
- 赤55（初代）：赤羽駅西口 → 赤羽郷 → 西が丘 → 赤羽駅西口

1980年代前半頃までにに赤80へ代替廃止された。
- 赤55（二代）：赤羽駅西口 →（トンネル）→ 赤羽都営住宅 → 赤羽郷 → 西が丘 →（トンネル） → 赤羽駅西口

並行する他系統の運行が少ない夜間の近距離輸送を補うために、一度廃止された西が丘循環がトンネル経由で復活したが、平日夜間2便の運行で利便性に欠けたことから、2012年4月1日に廃止された。
- 赤57：赤羽駅西口 -（トンネル）- 本蓮沼駅 - 大和町 - 豊島病院 - 日大病院

2016年3月16日に池袋営業所へ移管された。
- 赤80：赤羽駅西口 → 西が丘 → 国立西が丘競技場 → 赤羽車庫

1996年4月4日の赤羽台トンネル開通によって、入庫のみ赤80-2へ代替廃止された。
- 赤94：保健所 → 体育館 → 赤羽北三丁目 → 赤羽西六丁目 → 赤羽郷 → 西が丘 → 赤羽駅西口

体育館経由で赤羽へ向かう出庫路線。1996年4月4日の赤羽台トンネル開通によって廃止された。
- 赤96（初代）：赤羽駅西口 → 赤羽台坂下 → 体育館 → 赤羽郷 → 国立西が丘競技場

1996年4月4日の赤羽台トンネル開通によって廃止された。
- 王23：赤羽車庫 → 国立西が丘競技場 → 姥ヶ橋 →  十条駅 → 王子駅

2016年3月16日に王子方向が王23-2へ代替廃止された。
- 板01：板橋駅 - 帝京大学病院

王22については池袋営業所を、赤56については志村営業所のページをそれぞれ参照のこと。
- 赤27H：赤羽駅東口 - 東十条四丁目 - 鹿浜橋 - 椿二丁目 - 東京女子医大足立医療センター - 江北陸橋下 - 西新井大師 - 西新井駅（朝～夕方頃まで運行）

2022年1月4日より、東京女子医大足立医療センター開院に伴い、赤27系統のうち8時～20時頃までは医療センター内に乗り入れる赤27H系統が新設。日中の赤27を振り替える形で運行開始された。「H」は「Hospital」に由来する。西新井駅ゆきは上沼田団地入口停留所を、赤羽駅東口ゆきは江北陸橋下停留所を過ぎた後環状7号線を一旦抜け、新たに新設された江北小学校前停留所を経由し、東京女子医大足立医療センター停留所へ乗り入れ。折り返して再び江北小学校前停留所を通り環状7号線へ合流するルートで運行される。なお、区間便の赤27-2・赤27-3は開院時間外の運行のため、東京女子医大足立医療センターへの乗り入れは行っていなかった。停留所名が長いため行先は「環七・東京女子医大経由」と省略した形で表示していた。2024年4月1日で足立医療センター経由の赤27Hは廃止、再度赤27に振り替えられた。足立医療センター乗り入れは2年3か月での撤退となった。
- 赤58：赤羽駅西口 - 赤羽台坂下 - 師団坂通り - 東京北医療センター

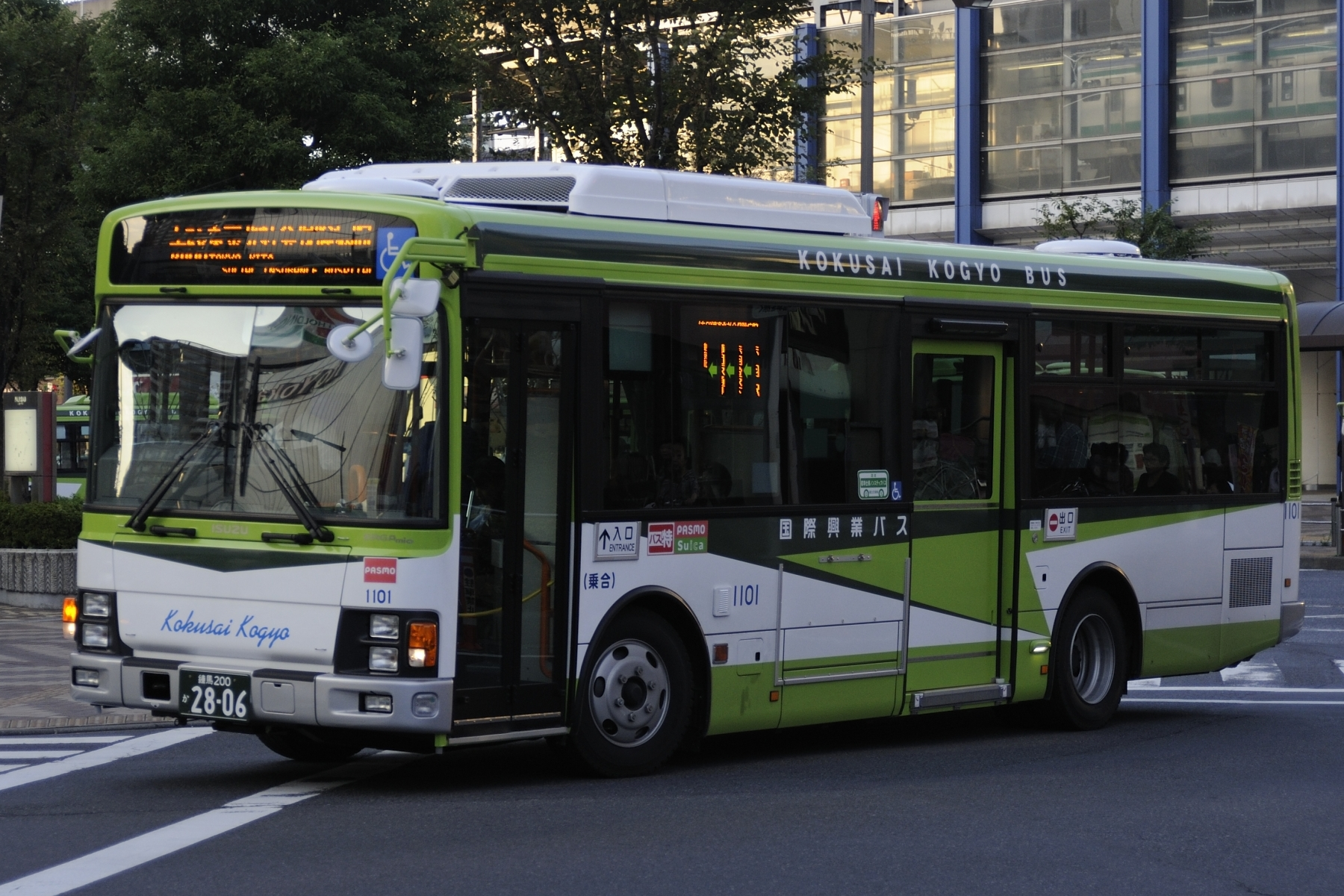
赤羽駅を出発する赤58。当初は小型車専属だったが廃止時は中型車による運行となっていた。 (1101)

旧・国立王子病院跡地に開院した東京北社会保険病院（現：東京北医療センター）と赤羽駅を結ぶ。師団坂の勾配が急なため、通院・周辺地域への交通確保を兼ねて2004年の開院直前に新設された。当初は専属の小型車による運行だったが現在は中型車による運行へ変わり、終日に渡って1台で往復運用されるため、一部時間帯を除いて20分間隔で設定されている。旧・国立王子病院の停留所は病院敷地を挟んで南側の坂下に位置し、当時は桐ヶ丘循環の一部便が立ち寄るのみだったが、現在は赤01・赤02が終日経由している。
長らく21時台までの運行だった赤58系統は、2021年7月1日のダイヤ改正以降、最終バスを3時間以上繰り上げての運行となっている。
2025年4月1日廃止 。

## 車両
全車両がいすゞ製で統一されているが、赤羽駅 - 社会保険病院線の事項にも記述している通り、日野製の車両が在籍していた時期もあった。混雑する系統を多く抱える同所では、自前の6000代と立席部分に優れる他所の6600・6800代の交換を何度も行っている。ただ、6600・6800代短尺ワンステップバスでもまだ収容力不足することから、2007年を皮切りに標準尺のエルガワンステップ車8100・8200代が大量に導入された。このバスは中扉向かい側の座席を配置しないなど、収容力を徹底的に重視しているのが特徴である。
そのため、本来23区内で高齢化率第2位の北区に多くの路線を持つ営業所にも関わらず、ノンステップバスは少数しか導入できず、しかも国際興業で初となる、ノンステップバスを除籍した営業所でもある（3003・3005号車/LV832L）。さらに、故障など一切無いにも関わらず、新製配置から10年も経たないうちに除籍という、異例中の異例だった。2010年には初めてのラッシュ対応型ノンステップバスが新製配置され、2011年にはラッシュ対応型の上、首都圏の他事業者のように車内のスタンションポールが増設されたノンステップバスが新製配置された。

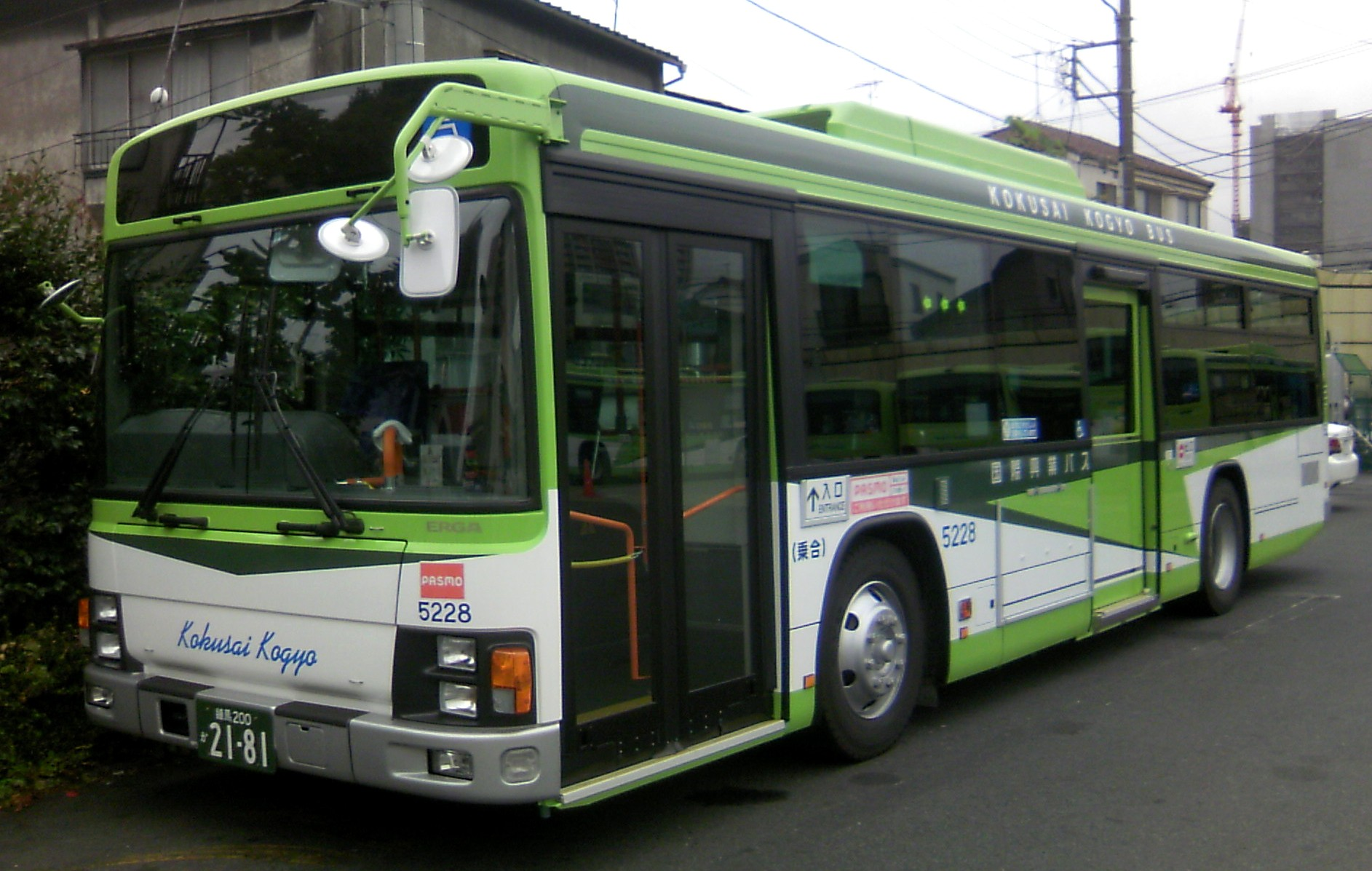
短尺ノンステップ (5228)
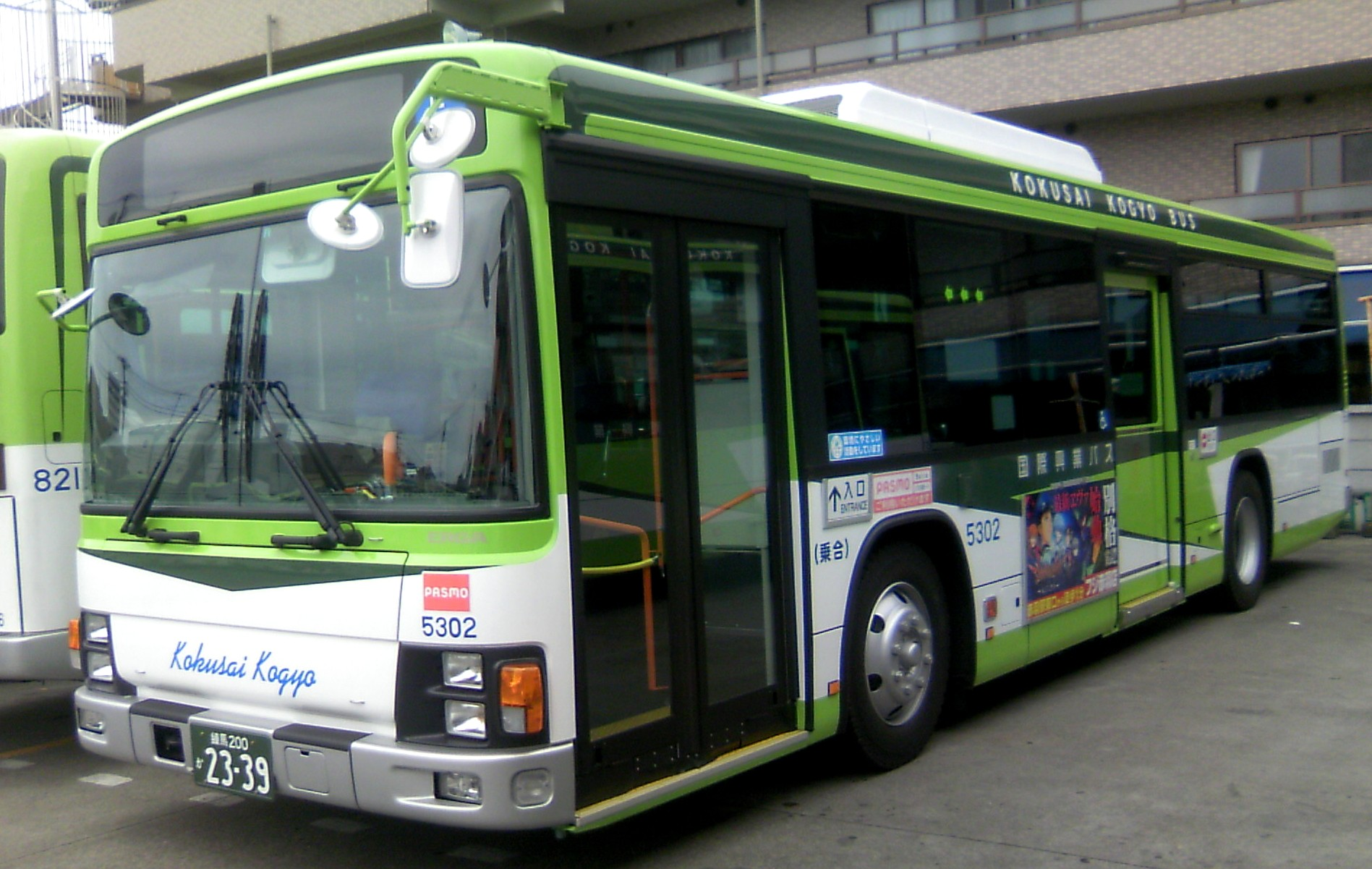
短尺ノンステップ（ラッシュ対応型）(5302)
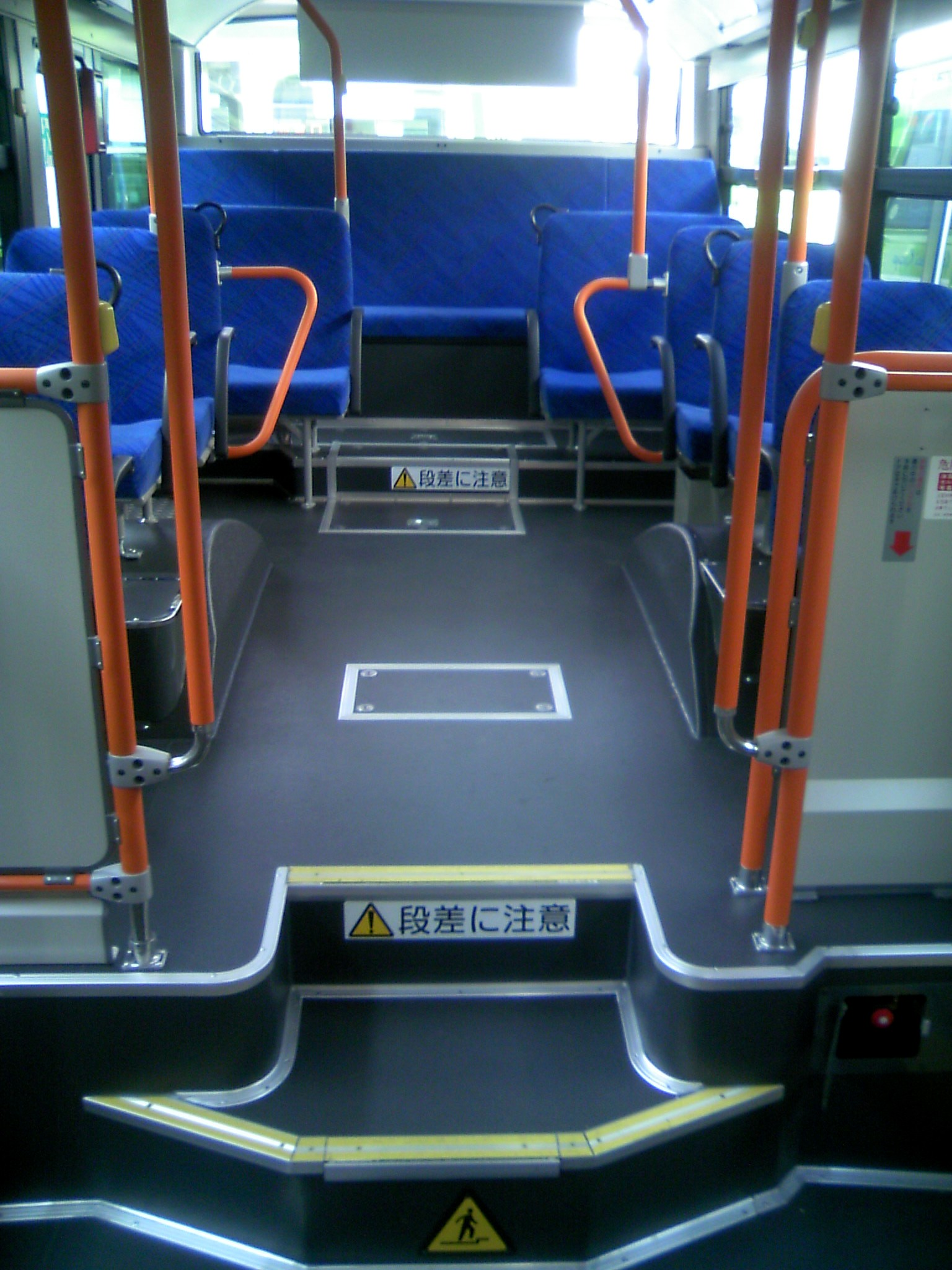
短尺ノンステップ(ラッシュ対応型)車内(5302)
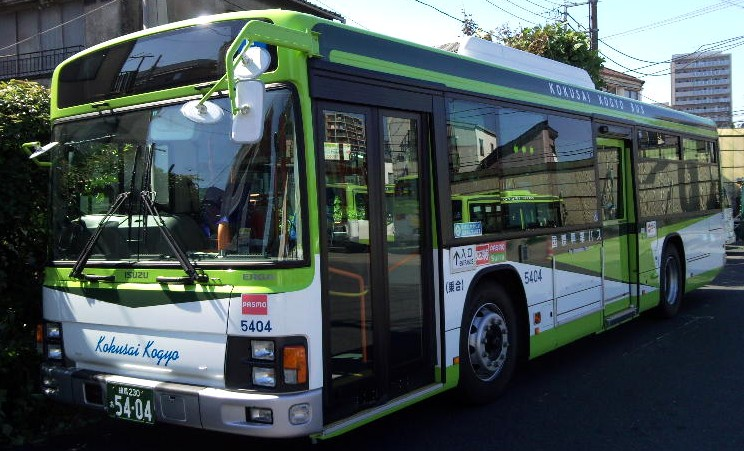
短尺ノンステップ(ラッシュ対応型) (5404)
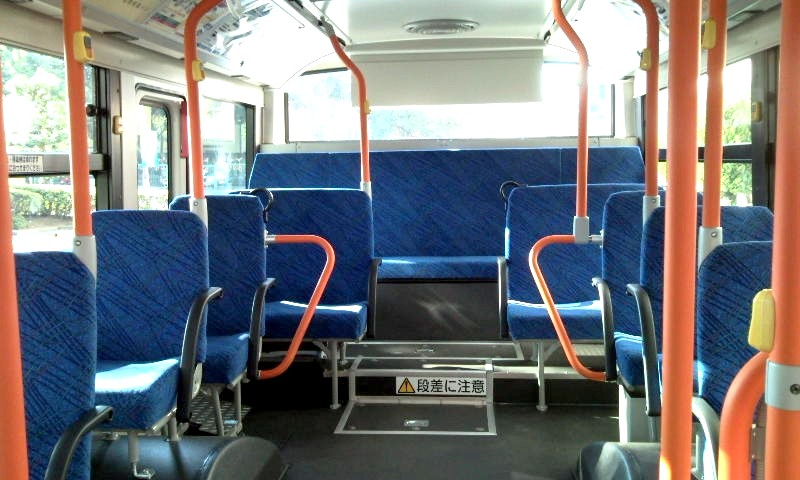
短尺ノンステップ(ラッシュ対応型)車内(5404)
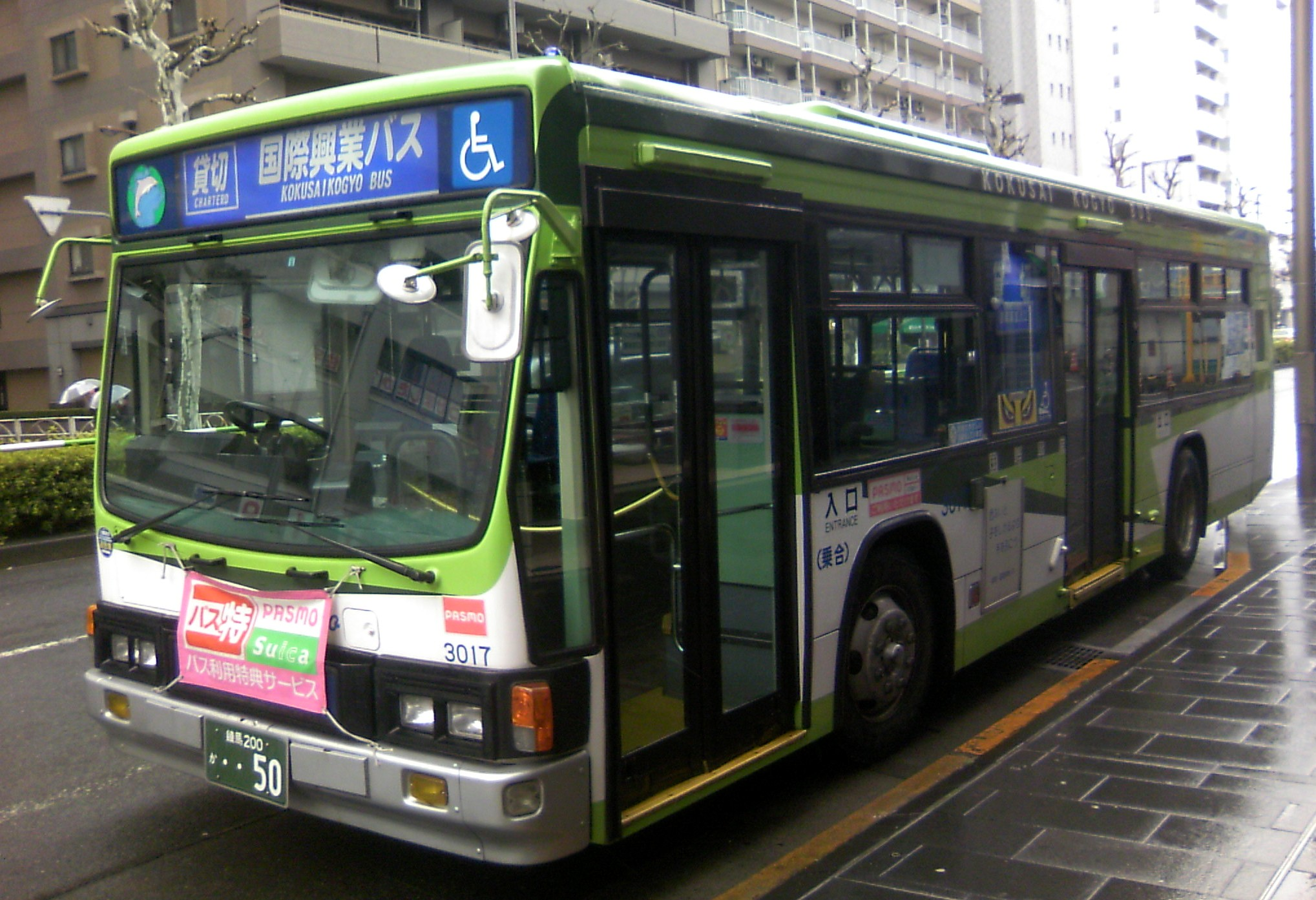
全廃となった初期短尺ノンステップ (3017)
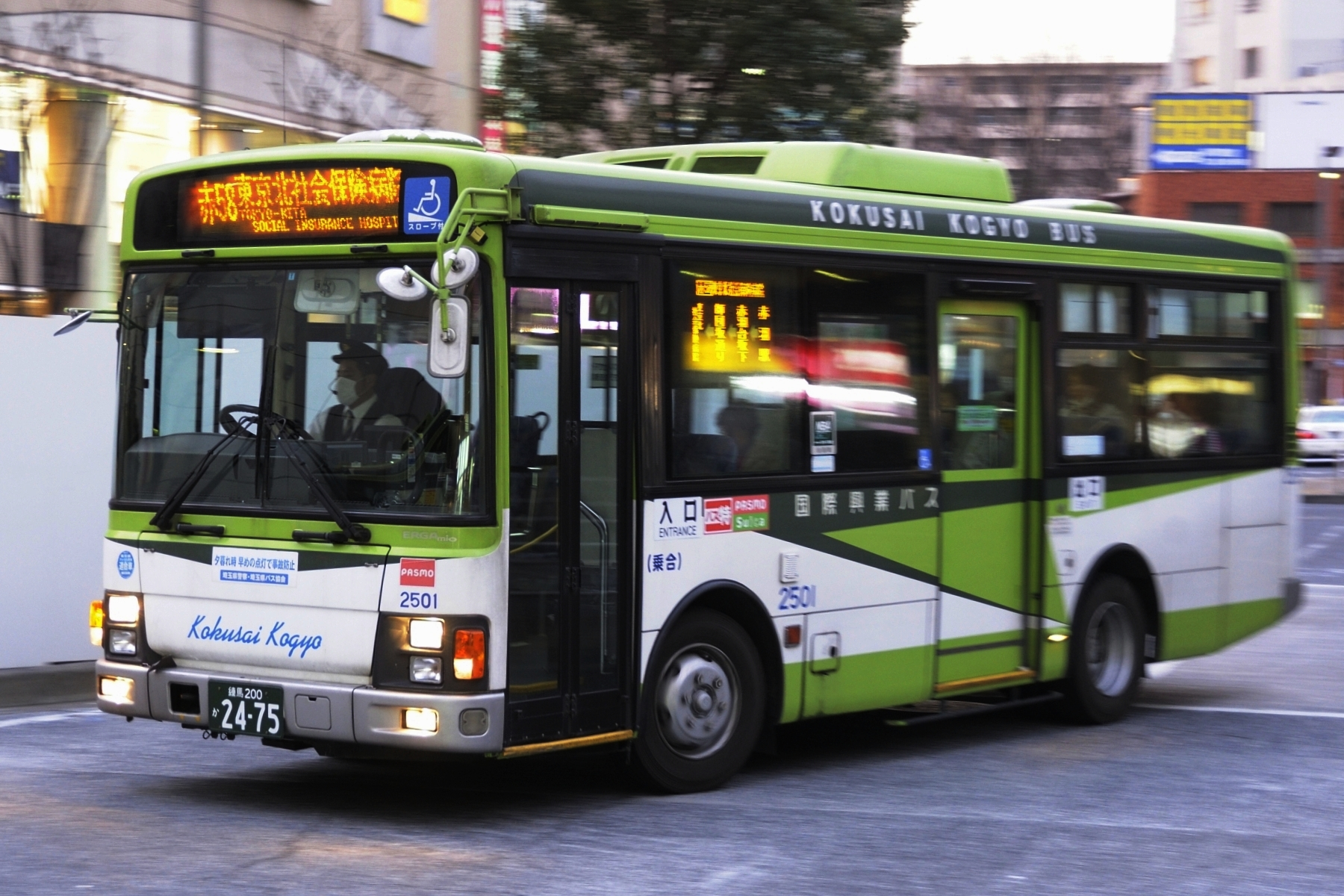
国際興業で唯一無二のF尺ノンステも末期は赤羽所属だった (2501)